# Saint-Amans-Valtoret
Saint-Amans-Valtoret är en kommun i departementet Tarn i regionen Occitanien i södra Frankrike. Kommunen ligger i kantonen Saint-Amans-Soult som tillhör arrondissementet Castres. År 2022 hade Saint-Amans-Valtoret 862 invånare.

## Befolkningsutveckling
Antalet invånare i kommunen Saint-Amans-Valtoret
| Referens: INSEE |